# 9777 Enterprise
9777 Enterprise este un asteroid din centura principală, descoperit pe 31 iulie 1994, de Yoshisada Shimizu și Takeshi Urata.